# Al Shean
Al Shean (Dornum, entonces parte de Prusia, hoy Alemania, 12-14 de mayo de 1868 - Nueva York, Estados Unidos, 12 de agosto de 1949) fue un cómico estadounidense de origen alemán. Especialmente conocido por formar parte del dúo cómico Gallagher and Shean, junto con Edward Gallagher. También es recordado por ser el tío de los Hermanos Marx.

## Primeros años
Al Shean nació como Abraham Elieser Adolph Schönberg en Dornum, Prusia (actualmente parte de Alemania) el 12 o el 14 de mayo de 1868, aunque otras fuentes citan Adolf Schönberg, Albert Schönberg o Alfred Schönberg como su verdadero nombre. Su padre fue Levy Schönberg (1823-1920), un ventrilocuo y mago ambulante de Dornum que se hacía llamar Levy Funk y su madre, Fannie Sophie Solomons (1829-1901), era una arpista aficionada que provenía de Bruchhausen, al sur de Bremen; ambos eran judíos y se casaron hacia 1851. Fue el quinto hijo de ocho hermanos, seis chicas y dos chicos. La más joven de todas, Miene (Minnie) Schönberg (1864-1929), se casaría con Samuel (Simon) Marx (llamado frenchy, 1860?-1933); fruto de ese matrimonio nacerían cinco hijos, cuatro de los cuales formarían el grupo cómico de los Hermanos Marx.
La Prusia de la segunda mitad del siglo XIX estaba bajo el mando del canciller Otto Von Bismarck y su proyecto de crear un poderoso estado alemán. Tras las sucesivas guerras contra Austria y Francia, la batalla cultural contra la Iglesia católica (Kulturkampf) o la Ley Antisocialista de 1878 muchos prusianos decidieron emigrar con destino a Estados Unidos. Los registros de pasajeros de la ciudad de Nueva York dicen que en agosto de 1877, un pasajero llamado Levi Schönberg (de profesión comerciante) y su hija Hannchen tocaron puerto en Nueva York, procedentes de Bremen, en el SS Rhein. El 9 de agosto de 1879, en el mismo barco y también procedentes de Bremen, Levi (ahora Lewi, de profesión granjero) Schönberg, su mujer Fanny y tres hijos (uno de ellos Al) llegaron a Nueva York para reunirse con el resto de la familia.
El censo estadounidense del 4 de junio de 1880 sitúa a toda la familia de Levi (ahora Louis, de profesión subastador) Schönberg en el 376 de la calle 10 Este, en el Lower East Side. Allí desempeñó varios oficios, como "vendedor ambulante" o " dependiente". Abraham, que contaba 12 años en 1880, empezó a trabajar como planchador de pantalones.